# Pulicella macrotheca
Pulicella macrotheca är en loppart som beskrevs av Smit 1964. Pulicella macrotheca ingår i släktet Pulicella och familjen husloppor. Inga underarter finns listade i Catalogue of Life.